# Potarophytum
Potarophytum es un género monotípico de plantas herbáceas perteneciente a la familia de las rapatáceas. Su única especie: Potarophytum riparium Sandwith, Bull. Misc. Inform. Kew 1939: 21 (1939), es originaria de Guyana en Kaieteur Plateau.